# Ratimir Žanetić
Ratimir Žanetić (Blato, 1939. − Blato, 23. rujna 2018.), hrvatski znanstvenik. Živio je i radio u Splitu, gdje je ostvario uspješnu profesorsku i znanstvenu karijeru na Kemijsko-tehnološkom fakultetu u Splitu.

## Životopis
Diplomirao 1963. godine na Kemijsko-tehnološkome odjelu Tehnološkog fakulteta u Zagrebu, postavši diplomirani inženjer kemijske tehnologije. 1969. je godine na istom fakultetu magistrirao kemiju, a 1977. doktorirao tehničke znanosti (kemijsko inženjerstvo). Znanstveno su ga zanimali mehanički, toplinski i separacijski procesi, vođenje procesa.
Član Akademije tehničkih znanosti Hrvatske, Znanstvenog vijeća za tehnološki razvoj HAZU, Hrvatskoga kemijskog društva, Hrvatskog društva kemijskih inženjera i tehnologa i Hrvatskog društva za sustave.
Umro je 23. rujna 2018. godine. Pokopan na mjesnom groblju sv. Križa u Blatu.

## Vanjske poveznice
- Akademija tehničkih znanosti Hrvatske
- Hrvatska znanstvena bibliografija[neaktivna poveznica]
- Kemijsko-tehnološki fakultet u Splitu Dekani
- Metelgrad
- WorldCat
- Hrvatsko društvo kemijskih inženjera i tehnologa Predsjednici